# Darryl Hunt

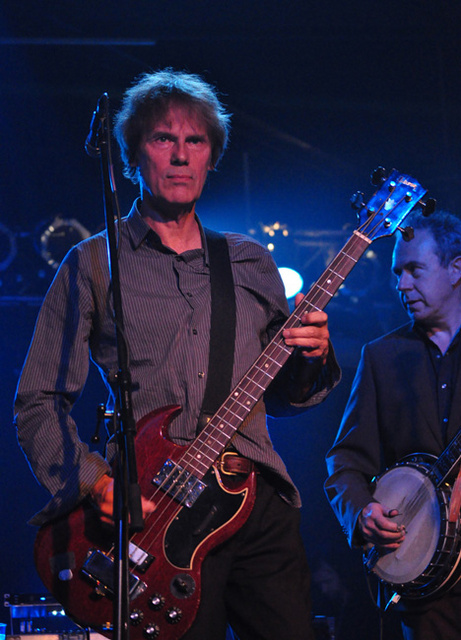
Darryl Hunt im Milk club, Moskau, mit den Pogues, im Hintergrund Jem Finer, 29. August 2010

Darryl Gatwick Hunt (* 4. Mai 1950 in Christchurch, Hampshire; † 8. August 2022 in London) war ein britischer Musiker, bekannt durch sein Engagement bei der irisch-britischen Folk-Punk-Band The Pogues von 1986 bis zu ihrer Auflösung zehn Jahre später. Danach führte er die Band „Bish“ und trat ab 2001 auch wieder regelmäßig mit den Pogues auf.

## Leben
Hunt besuchte die „Nottingham Trent University School of Art and Design“, wo er in einer Jazz-Band spielte, bevor er zu den „Brothel Creepers“ wechselte, einer Band, die für einen Studentenfilm 1973 gegründet wurde. Als sie nach London umzogen, benannten sie sich in Plummet Airlines um und mauserten sich zu einer recht bekannten Pub-Rock-Band. Eines ihrer ersten Werke wurde von Stiff Records publiziert und landete auf „Hits Greatest Stiffs“. Plummet Airlines löste sich 1977 auf. Hunt gründete daraufhin die Gruppe „Pride of the Cross“ mit der zukünftigen Pogues-Bassistin Cait O’Riordan. Kurz nachdem O’Riordan die Band verlassen hatte, um bei den Pogues zu spielen, nahm auch Hunt einen Job bei ihnen an, der sich jedoch vorerst auf organisatorische Dinge beschränkte.
Später ersetzte er O’Riordan bei einigen Auftritten, um sie schließlich Ende 1986 komplett zu ersetzen, nachdem sie die Band verlassen hatte, um mit ihrem Ehemann Elvis Costello seine „King-of-America“-Tour zu bestreiten. Hunt wirkte bei allen darauf folgenden Alben der Pogues mit und schrieb selbst einige Songs, darunter „Love You Till The End“ vom Album Pogue Mahone.
Nach der Auflösung 1996 arbeitete Hunt als DJ in Europa und spielte bei einigen Projekten als Gastspieler mit, darunter auch ein Auftritt mit der von seinem früheren Weggefährten Spider Stacy gegründeten Band „The Vendettas“. Hunt schloss sich nochmals Bish an, die 2001 ein neues Album veröffentlichten. Ab 2001 spielte Hunt wieder regelmäßig mit den Pogues. 2009 veröffentlichte er mit Bish das zweite Album, „Surrounded By Mountains“.